# Cal State Stanislaus Warriors
Cal State Stanislaus Warriors, también conocidos como CSU Stanislaus Warriors, CSUS Warriors o California State-Stanislaus Warriors (español: los Guerreros de la Estatal de California, Stanislaus) es el nombre de los equipos deportivos de la Universidad Estatal de California, Stanislaus, situada en Turlock, California. Los equipos de los Warriors participan en las competiciones universitarias organizadas por la NCAA, y forman parte desde 1998 de la CCAA.

## Programa deportivo
Los Warriors compiten en 6 deportes masculinos y en otros 7 femeninos:
| - Masculino - Baloncesto - Fútbol - Béisbol - Atletismo - Cross - Golf | - Femenino - Baloncesto - Fútbol - Voleibol - Cross - Atletismo - Softball - Tenis |

## Instalaciones deportivas
- Ed & Bertha Fitzpatrick Arena es el pabellón donde disputan sus competiciones los equipos de baloncesto y voleibol. Tiene una capacidad para 2.000 espectadores y fue inaugurado en 1978.[1]

- Warrior Stadium (Al Brenda Track) es el estadio donde disputan sus encuentros el equipo de fútbol y las competiciones de atletismo. Tiene una capacidad para 2.100 espectadores, y fue inaugurado en 2009.[2]